# ごひんさま
ごひんさまは、豊橋・田原の妖怪・神様の一種。沿岸部に出没する火の玉が妖怪もしくは神様に変化（へんげ）したものである。
日本各地にごひんさまの伝説が残されているが、三河湾～渥美半島の東三河沿岸部（豊橋市～田原市）でも昔から伝わる。「狗賓様（ぐひんさま）」と呼ばれることもある。臭いものが苦手で、ごひんさまから身を守りたいときには臭いものを身にまとう、もしくは頭にのせるとよいと伝わる。時に海から来る災いを知らせる神様のような存在としても扱われる。

## 逸話
- 現在でも一部地域では、地域のお年寄りや家族の祖父母がこどもを叱るときに「そんな悪さをするとごひんさまがくるぞ」と使う。
- 「ごひんさまが屋根に宿った家は、こどもを授かる」という言い伝えがある地域がある。